# 護国寺 (防府市)
護国寺（ごこくじ）は、山口県防府市にある曹洞宗の寺院。種田山頭火の墓所で知られる。正式名称は、摩尼山護国禅寺。

## 歴史
『山口県寺院沿革史』によれば、1792年（寛永4年）に本堂庫裡が全焼して古記録等が消失したため、寺記は全く不明。創建年代は不詳ながら、開基は伊勢の人、善室存慶座元で1647年（正保4年）4月8日に亡くなったといわれているので、慶長、元和、寛永ごろ、つまり1596年 - 1644年ごろの創建とみられる。1740年（元文5年）までは宝積寺といったが、第三世洞水密翁の代の1742年（寛保2年）に護国寺と改めた。

## 見どころ
- 笠卒塔婆 - 鎌倉時代の1232年(貞永元年)に刑部氏(周防国目代だった阿部丞忠康)が中子の供養のために建立、山口県指定文化財
- 種田山頭火像 - 寺の山門の左手にある全身像。山頭火は防府市八王子の生まれ
- 種田山頭火の墓所 - 山頭火の実家の種田家は浄土真宗だが、山頭火が出家したのが曹洞宗。17回忌まで彼のお墓はなかったので、1956年(昭和31年)に建てられた。墓碑銘は、句友の兼崎地橙孫の揮毫。1982年(昭和57年)に市営墓地から護国寺に移された。[2]
- 山頭火の句碑　- 「おたたも或る日は来てくれる山の秋ふかく」という句の原本を松山の句友、高橋一洵の子息が防府の山頭火研究会に寄贈、その句を句碑にしたもの。その時、住職が肉筆が入手できたら句碑にすると研究会に約束、以来、境内には句碑が13基ある。[2]
- 草木供養塔 - 山門の右手。草木への感謝と供養のためのもの。石塔の正面には「草木供養塔」とあるが、右横には「草木塔」とあり、左横は山頭火の句碑になっている。「草木塔」は山頭火の句集のタイトル。
- 山頭火資料室 - 本堂裏
- 子育て地蔵尊

## 宝物
- 雪舟筆 釈迦出山の絵像
- 曾我簫伯筆 達磨大師
- 勝海舟書一幅ほか

## 近在の施設
- 種田山頭火 生家跡 - 山口県防府市八王子2丁目13、防府駅から徒歩10分
- 防府天満宮
- 毛利氏庭園